# Коди мобільних операторів України
Міжнародний телефонний код України (англ. Country calling code) — +380
Коди операторів мобільного (рухомого) зв'язку в Україні є виключно двозначними. Жоден з кодів та жоден з номерів в Україні не починається з цифри «0», оскільки «0» — національний префікс виходу на міжміський зв'язок, що використовується лише для дзвінків між населеними пунктами України та між абонентами усіх операторів зв'язку.
В межах України виклик українського номера можна здійснювати в обмеженому форматі: «0» — вихід на міжмістя, «XX» — код оператора, «XXX ХХ XX» — номер абонента. Приклад: 0 63 1234567. Використання такого формату територіально обмежене. На окупованій території та поза межами України виклик українського номера у внутрішньому форматі не є можливим. Абоненти оператора мобільного зв'язку Київстар мають ще один, внутрішньомережевий формат, завдяки чому в середині мережі Київстар можна здійснювати дзвінки без зазначення префіксу «0».
Звикання до обмеженого формату може створювати й інші проблеми з комунікаціями. Під час заповнення контактних форм з номерами телефонів у додатках та на інтернет-сайтах поза межами українського сегменту, де замість введення циферного міжнародного коду здійснюється вибір країни за її назвою чи прапором, внаслідок набутої звички поєднувати префікс виходу з кодом мережі (наприклад, «067»), можлива поява зайвого «0» перед кодом оператора мобільного зв'язку. В таких випадках номер телефону збережеться як +380 067 1234567, тобто не буде дійсним, внаслідок чого може бути пропущено важливі сповіщення чи коди двохфакторної автентифікації для захисту облікових записів.
Єдиний набір українського номера, що однаково надійно працюватиме в Україні і за її межами, здійснюється в міжнародному форматі: телефонний код України — «+380», «XX» — код оператора мобільного зв'язку, «XXX ХХ XX» — номер абонента. Приклад: +380 63 1234567

## Коди мобільних операторів України
| Код          | Мобільний оператор             |
| ------------ | ------------------------------ |
| 20 xxx xx xx | Інтертелеком                   |
| 39 xxx xx xx | Голден Телеком, тепер Київстар |
| 50 xxx xx xx | Vodafone Україна               |
| 63 xxx xx xx | lifecell                       |
| 66 xxx xx xx | Vodafone Україна               |
| 67 xxx xx xx | Київстар                       |
| 68 xxx xx xx | Київстар                       |
| 73 xxx xx xx | lifecell                       |
| 75 xxx xx xx | Vodafone Україна               |
| 77 ххх хх хх | Київстар                       |
| 89 xxx xx xx | Інтертелеком для SIP-телефонії |
| 91 xxx xx xx | ТриМоб, тепер Укртелеком       |
| 92 xxx xx xx | PEOPLEnet                      |
| 93 xxx xx xx | lifecell                       |
| 94 xxx xx xx | Інтертелеком                   |
| 95 xxx xx xx | Vodafone Україна               |
| 96 xxx xx xx | Київстар                       |
| 97 xxx xx xx | Київстар                       |
| 98 xxx xx xx | Київстар                       |
| 99 xxx xx xx | Vodafone Україна               |

## Збереження номера при зміні оператора
В Україні з 01.05.2019 р. введено послугу збереження номера при зміні оператора (MNP), яка дозволяє перейти на обслуговування іншим мобільним оператором зі збереженням номера. Таким чином більше не буде можливим однозначно ідентифікувати мобільного оператора абонента через його мережевий код. 